# Missing Maps

Logo de Missing Maps.

Missing Maps (littéralement « cartes manquantes » en anglais) est un projet de cartographie humanitaire et participative coordonné par des organisations non gouvernementales. Les contributions apportées par ce projet sont faites sur OpenStreetMap, une base de données et une application cartographique libre.

## Contexte
La nécessité de disposer d'informations géographiques est primordiale pour produire une réponse humanitaire efficace : qu'il s'agisse de retracer le foyer d'une épidémie ou encore de situer les populations à aider.
Si la quantité de données disponibles est abondante dans les pays occidentaux, il n'en est rien pour de vastes régions d'Afrique, elle-même qualifiée en 2015 par le journal Le Monde comme une « terre inconnue pour Google Maps », conséquence d'un manque d'investissement qui s'explique par le désintérêt commercial de Google pour ce continent, parce que l'entreprise vit principalement du revenu publicitaire des commerces qu'elle référence.
Ce manque de données cartographiques pousse Dale Kunce — un ingénieur de la Croix-Rouge américaine — à créer le projet Missing Maps en novembre 2014, période où l'Afrique de l'Ouest faisait alors face à une épidémie d'Ébola. Ce projet, né de la collaboration des associations de la Croix-Rouge américaine et anglaise, de Médecins sans frontières, et de la Humanitarian OpenStreetMap Team, s'insère dans l'optique grandissante de faire un meilleur usage par les organisations de terrain des systèmes d'information géographique pour produire une réponse humanitaire coordonnée et efficace.

## Fonctionnement
Le projet crée et édite des informations cartographiques pour OpenStreetMap. Contrairement à Google Maps, qui se réserve la propriété du contenu produit, la licence libre d'OpenStreetMap rend possible la réutilisation de contenu, notamment pour assurer de leur utilisation libre de toute charge, et permet leur adaptation et leur modification par des gens locaux.
Cette manière de licencier les données rend possible la création du contenu par crowdsourcing. Cette particularité en fait un projet à dimension planétaire : quelle que soit sa localisation, tout volontaire disposant d'un ordinateur et d'une connexion à l'Internet peut participer activement au projet.
Le fonctionnement du projet s'articule en trois temps,,.
- À la demande de la Croix-Rouge ou de Médecins sans frontières, des internautes bénévoles tracent la géométrie des routes, des bâtiments ou des zones résidentielles des lieux à cartographier sur base d'un calque d'images satellites. Les modifications s'effectuent via les éditeurs d'OpenStreetMap, le tout étant coordonné par une application de l'Humanitarian Openstreetmap Team permettant le suivi en temps réel des modifications, ainsi que la délimitation des tâches à réaliser[12].

- Sur place, des volontaires confrontent alors ces informations avec leurs connaissances locales et ajoutent des attributions aux objets existants telles que des noms de rues, de villages ou de bâtiments.

- Les organisations humanitaires présentes sur le terrain peuvent enfin utiliser les informations librement accessibles pour planifier de manière optimale leurs efforts.

## Résultats
Un résultat majeur du projet a été la cartographie de Lubumbashi, une ville de 1,5 million d'habitants située en République démocratique du Congo.
L'objectif de Missing Maps est de cartographier à terme les zones les plus vulnérables de la planète et de soutenir OpenStreetMap et ses projets dérivés.